# Roald Amundsens Zuidpoolexpeditie (1910-1912)

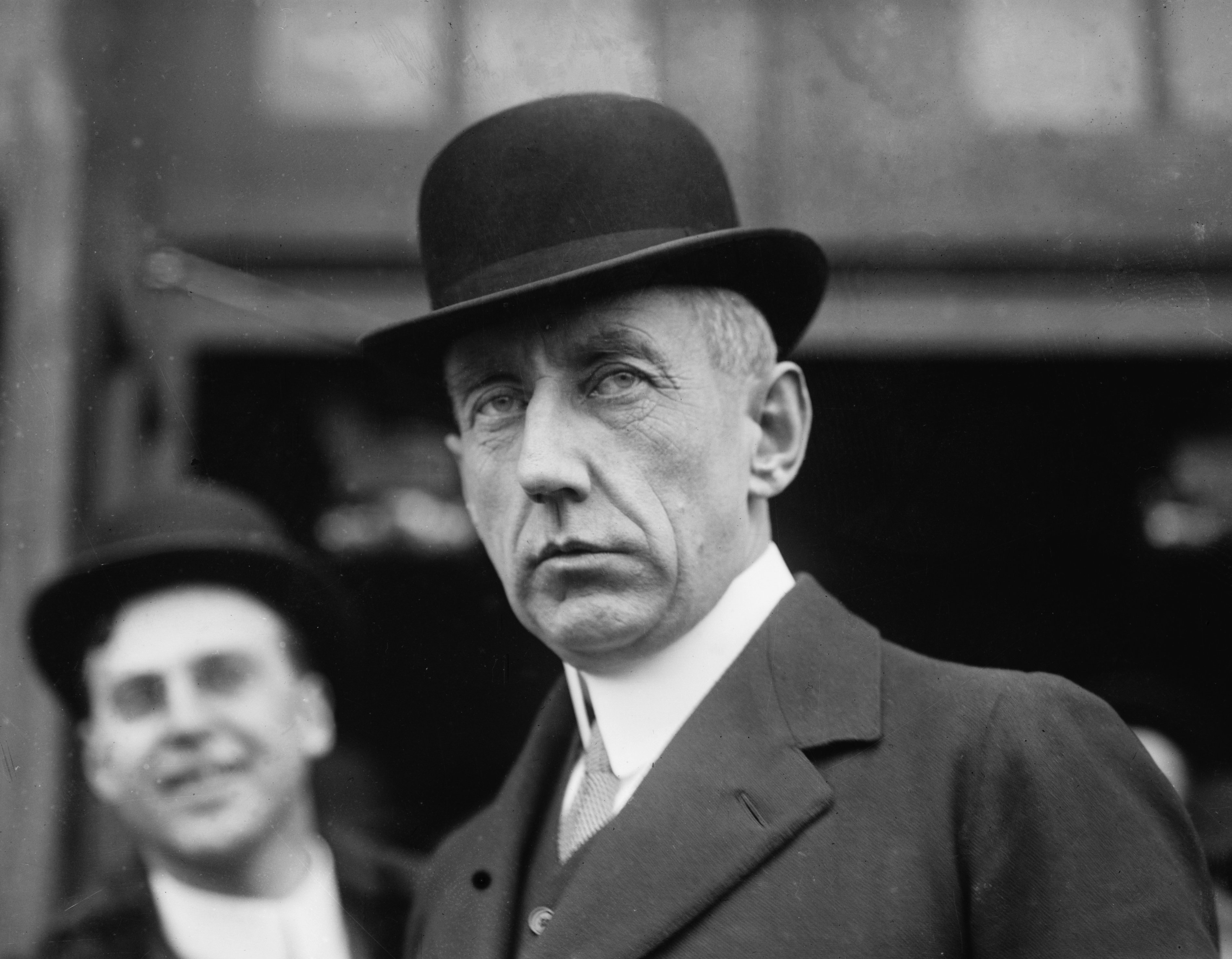
Roald Amundsen

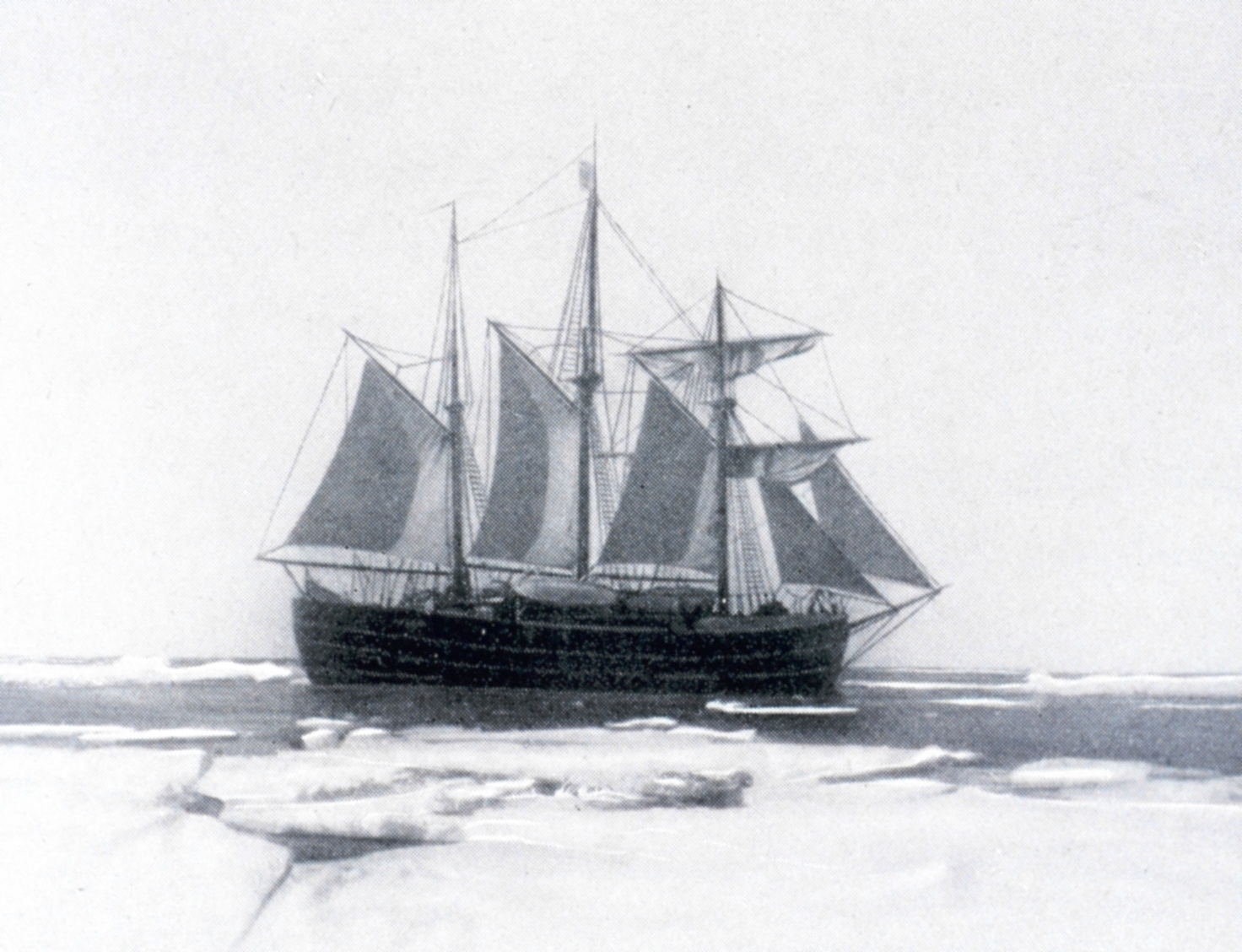
De Fram in het Zuidpoolgebied

Roald Amundsens Zuidpoolexpeditie  (Noors: Roald Amundsens sydpolsferd)  is een verzameling van zeven filmopnames van de Noorse ontdekkingsreiziger Roald Amundsen die gemaakt zijn tijdens zijn expeditie naar de Zuidpool tussen 1910 en 1912. Amundsen gebruikte het filmmateriaal na zijn expeditie tijdens zijn lezingen in heel Europa. De filmopnames zijn in 2005 toegevoegd aan de Werelderfgoedlijst voor documenten van de Unesco.

## Achtergrond
Roald Amundsen bereikte op 14 december 1911 als eerste mens ooit de Zuidpool. Hij heeft tijdens zijn leven bijgedragen aan nieuwe kennis binnen het poolonderzoek.
Amundsen was als kind al geïnteresseerd in de verhalen van de eerste poolreizigers. Aan het einde van de 19e eeuw ontwikkelde hij zich tot poolonderzoeker. Hij nam van 1896 tot 1899 deel aan de Belgische Zuidpoolexpeditie en doorvoer in 1903-1906 als eerste persoon de Noordwestelijke Doorvaart. In 1910 ondernam hij met Fridtjof Nansens schip de Fram een Zuidpoolexpeditie met als doel als eerste mens ooit de Zuidpool te bereiken, en dit vóór zijn rivaal, de Britse ontdekkingsreiziger Robert Falcon Scott. Amundsen slaagde in zijn opzet, mede dankzij een goede planning en het gebruik van archaïsche transportmiddelen, zoals ski's en hondensleeën. Scott, die beschikte over sneeuwscooters, bereikte pas 35 dagen later de Zuidpool.

## Inhoud van het erfgoed
Van Amundsens Zuidpoolexpeditie zijn zeven originele filmopnames bewaard. Volgens de Unesco documenteert het filmmateriaal een belangrijke historische prestatie, in extreme weersomstandigheden buiten de grenzen van de beschaafde wereld. Hoewel de filmverzameling onvolledig en fragmentarisch is, bestaat het uit unieke originele opnames gemaakt tijdens de expeditie van 1910-1912. Het erfgoed omvat negatieven en gedrukt materiaal.
De originele opnames zijn van cellulosenitraat, een materiaal dat doorheen de tijd van kwaliteit verslechtert, onafhankelijk van hoe goed het wordt bewaard. Daarom is het bestaan van het filmmateriaal van Amundsens expeditie des te opmerkelijker. De opnames zijn eigendom van het Noors Filminstituut in Oslo en worden bewaard in de vestiging van de Nationale Bibliotheek van Noorwegen in Mo i Rana onder stabiele omstandigheden, specifiek voor het bewaren van film van cellusosenitraat. Het materiaal is gerestaureerd en voorzien van heropgenomen muziek, zodat men de film opnieuw kan ervaren zoals in 1912.